# Franco-Argentins
Un Franco-Argentin est un citoyen argentin d'ascendance complète, partielle, ou majoritairement française. Les Franco-Argentins forment le troisième grand groupe d'ascendance devancé par les Italo-Argentins et les Hispano-Argentins.
Entre 1857 et 1946, 261 020 Français ont immigré en Argentine. Selon un recensement en 2006, plus de 8 millions d'Argentins ont des origines françaises (17 % de la population totale).
Alors que les Argentins d'origine française représentent un pourcentage important de la population argentine, ils sont moins visibles que les autres groupes ethniques de même taille. Cela est dû à leurs forte assimilation et à l'absence de colonies françaises importantes dans le pays.

## Immigration française en Argentine

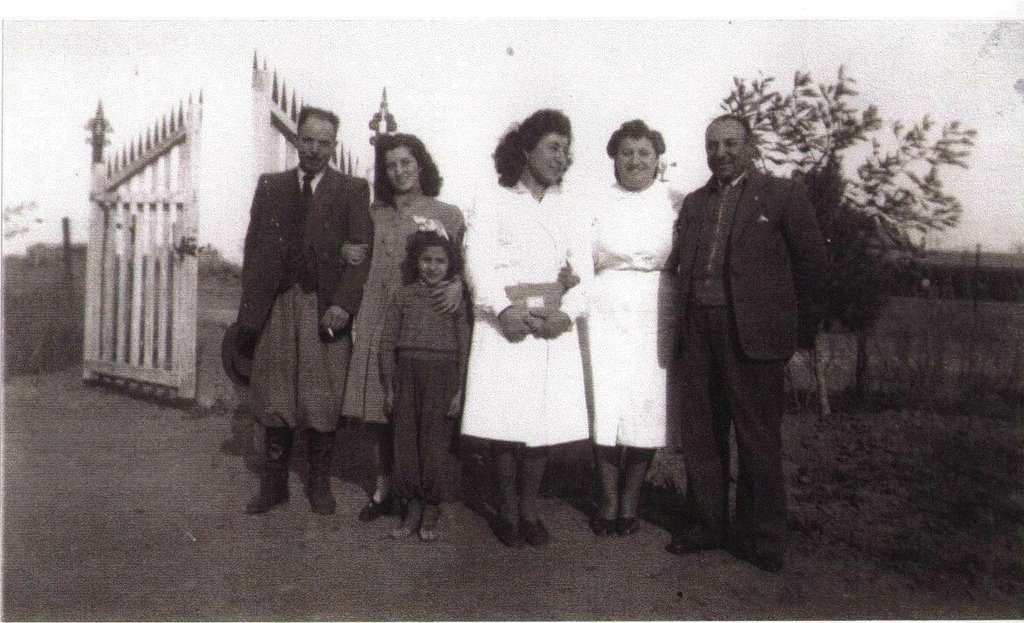
Immigrants français à Bahia Blanca en 1940.

Au cours de la première moitié du XIXe siècle, la plupart des immigrants français vers le Nouveau Monde se sont installés aux États-Unis et en Uruguay. Alors que les États-Unis ont reçu 195 971 immigrants français entre 1820 et 1855, seulement 13 922 Français, la plupart d'entre eux venant du Pays basque et Béarn, sont partis pour l'Uruguay entre 1833 et 1842.
Bien que faible, l'immigration française en Argentine avait commencé dès le XVIIIe siècle, car on trouve à Buenos-Aires quelques Français d'origine corrézienne.
Au début du XIXe siècle, l'immigration française en Argentine n'était pas importante. Principalement constituée d'exilés politiques et d'anciens officiers de l'armée impériale, cette immigration est devenu plus considérable vers 1825, atteignant jusqu'à 1500-2000 immigrants français par année. En 1839, il a été estimé que 4000 Français vivaient dans la province de Buenos Aires, ce chiffre est passé à 12 000 en 1842.
Les immigrés français ont été parmi les premiers à arriver en Argentine encouragés par le nouvel ordre institutionnel. De plus, l'Argentine est à cette époque en plein développement économique et accueille les réfugiés politiques de tout bord, sans distinction. De la seconde moitié du XIXe siècle à la première moitié du XXe siècle, l'Argentine a reçu le deuxième plus grand nombre d'immigrants français au monde, juste derrière les États-Unis. Entre 1857 et 1946, 261 020 Français sont entrés dans le pays dont 37 % ont décidé de s'installer définitivement. L'immigration française en Argentine peut être divisée en trois périodes. La France a été la troisième source d'immigration en Argentine avant 1890, constituant plus de 10 % des immigrants, seulement dépassés par les Italiens et les Espagnols. De 1890 à 1914, l'immigration des Français, bien que réduite, est encore significative. Après la Première Guerre mondiale, le flux d'immigrants français était minime et ne s'est redéveloppée qu'après la Seconde Guerre mondiale pour finalement ralentir fortement dans les années 1950.
En 1861, 29 196 Français ont été recensés en Argentine, y compris les 14 180 vivant dans la ville de Buenos Aires, où ils représentaient la troisième communauté étrangères. L'immigration française a augmenté de façon spectaculaire dans la première moitié des années 1870 (avec un pic en 1873) et dans la seconde moitié des années 1890 (61 382 immigrés dans une période de trois ans). La dernière hausse des chiffres est due à une politique menée par le gouvernement argentin en vue de réduire l'importance croissante de l'immigration italienne. Pour ce faire 132 000 billets de voyage gratuits ont été distribués en Europe entre 1888 et 1890 et 45 000 Français ont pu les gagner. En 1887, il y avait 20 031 Français vivant à Buenos Aires soit 4,6 % des 433 421 habitants.
La période de plus grand afflux est comprise entre 1881 et 1890 avec un solde net de 69 303 Français

% des Français en Argentine (recensement argentin de 1914)

Au tournant du XXe siècle, les chiffres ont commencé à diminuer, l'immigration française a diminué et les immigrants déjà établis ont fusionné au sein de la population. Il a été estimé que 100 000 Français vivaient en Argentine en 1912 soit 67 % des 149 400 Français vivant en Amérique latine.
La moitié des immigrants français, jusqu'à la seconde moitié du XXe siècle provenaient du Midi de la France, en particulier du Pays basque, Béarn (les immigrés des Pyrénées-Atlantiques ont représenté plus de 20 % des immigrants français). D'autres groupes importants provenaient de la région parisienne et de la Savoie. Il a été estimé qu'au moins 70 % des immigrants français à Tandil venaient de la partie sud-ouest du pays.
Les Basques ont commencé à s'installer en Argentine dans les années 1830, puis ils ont commencé à se diriger vers le Chili et les États-Unis dans les années 1870.
Selon le recensement national de 1895, 37,3 % des Français installés en Argentine vivaient dans la Province de Buenos Aires, 35,2 % dans la ville de Buenos Aires, 10,9 % à Santa Fe et 5,1 % dans la province d'Entre Ríos.
Les Franco-Argentins forment une grande partie de l'élite du pays. En 1959, il a été estimé que 7 % de la classe supérieure de Buenos Aires avait des origines françaises.
En 2014, 14 548 citoyens français vivaient en Argentine.

## Causes
Les causes de l'immigration française vers l'Argentine sont multiples et principalement d'ordre politique, économique et social. Le bouleversement que la France a connu tout au long du XIXe siècle a contraint à l'exil de nombreux Français aux idées libérales et anticléricales qui ont trouvé refuge en Argentine.
De plus, au cours du XIXe siècle, de graves crises ont affecté le secteur agricole (disette, grêle, famine, oïdium, incendies, phylloxera…) provoquant un exode rural en masse.

## Colonie française en Argentine

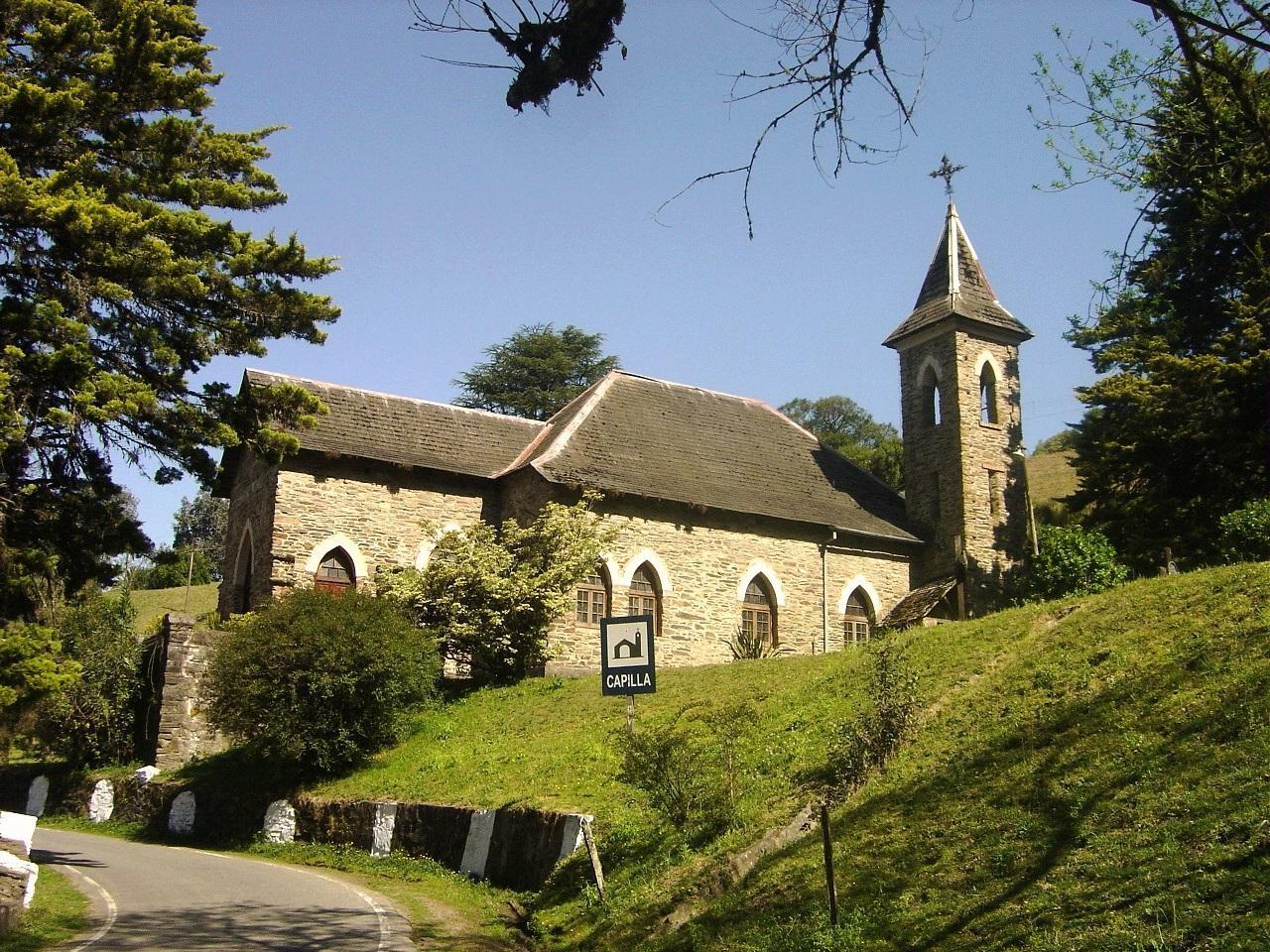
Une chapelle à Villa Nogués.

En 1857, un immigrant de Béarn, Alexis Peyret, a fondé la première colonie agricole en province d'Entre Ríos, San José. En 1864, sur 380 familles vivant à San José, 125 étaient en provenance de Savoie.
La ville de Pigüé, fondée par des Français venant du Rouergue en 1884, est considéré comme un centre focal de la culture française en Argentine. On estime que 30 % à 40 % des habitants actuels de Pigüé peuvent retracer leurs racines dans l'Aveyron ; des personnes ont gardé des liens avec leur terre d'origine, notamment via la langue occitane.
Selon un recensement de 1869, un quart des immigrants de la province de Mendoza venait de France. En 1895, ils représentaient 15 % des immigrants de la province, juste derrière les Italiens et les Espagnols (26,1 % et 17,3 % respectivement ). Les Français étaient particulièrement nombreux dans les départements producteurs de vin comme Maipu, Luján et dans la colonie française de San Rafael, fondée par l'ingénieur Julio Gerónimo Balloffet
En 1904, le gouverneur de Tucumán a fondé une ville portant son nom, Villa Nougués. C'est une réplique de la commune de Boutx dans la Haute-Garonne, un village français où sa famille a ses racines.

## Héritage

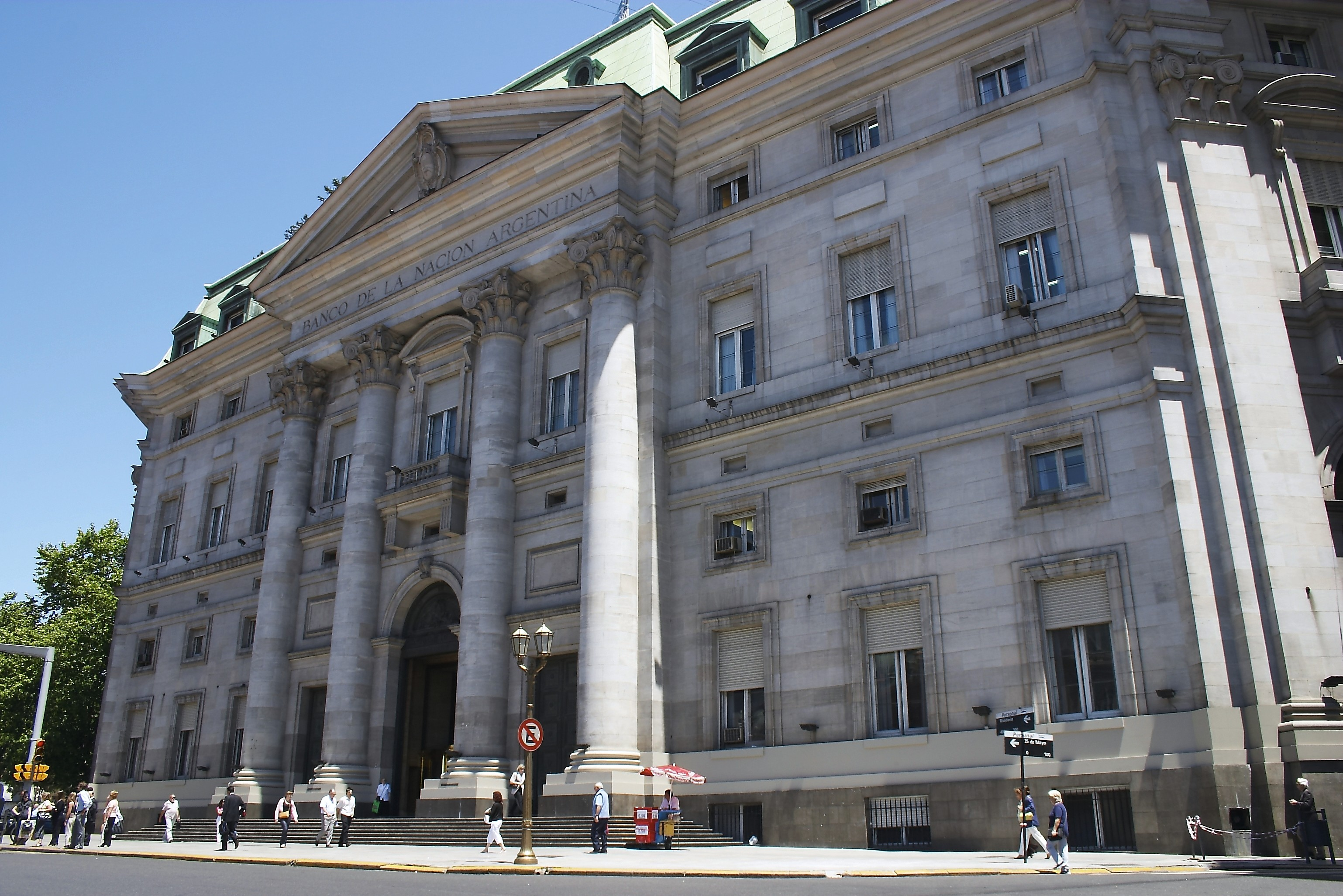
La Banque centrale d'Argentine à Buenos Aires.

L'immigration française a laissé une marque significative en Argentine, avec une influence notable dans les arts, la culture, la science et la société du pays. En particulier, de nombreux bâtiments emblématiques dans des villes comme Buenos Aires, Rosario, et Córdoba ont été construits suivant le modèle architectural français. Le style Beaux-Arts et les styles néoclassiques notamment ont inspiré le Palais du Congrès de la Nation Argentine, la cathédrale métropolitaine de Buenos Aires, ou encore la Banque centrale d'Argentine. L'architecte paysagiste français Charles Thays est notamment en grande partie responsable de la plantation de milliers d'arbres et de la création du jardin botanique de Buenos Aires, donnant à la ville une grande partie de ses parcs et places, parfois comparés à ceux de Paris. Durant le XXe siècle, l'influence française a été décisive dans les domaines éducatifs et culturels à Buenos Aires.
Des contributions importantes dans arts comprennent les œuvres d'Eugène Py, considéré comme le pionnier fondateur du cinéma argentin. Dans le domaine de la science, deux lauréats argentins du prix Nobel étaient d'origine française : Bernardo Houssay qui a reçu la moitié du prix Nobel de physiologie ou médecine de 1947, et Luis Federico Leloir prix Nobel de chimie en 1970.
En 1851, le navigateur, explorateur et administrateur colonial français Louis Tardy de Montravel écrit que la ville de Buenos Aires « est marquée au cachet de la France » (voir la citation complète).

## Argentins d'origine française célèbres
Plusieurs personnalités politiques argentines sont d'origine françaises, notamment Juan Martín de Pueyrredón, Carlos Pellegrini et Hipólito Yrigoyen qui furent tous les trois élus à la tête du pays.

## Localités argentines avec des noms originaires de France

### Province de Buenos Aires
- Ángel Etcheverry (es), nom d'un ministre provincial des Travaux publics d'ascendance Française-Basque.
- Bellocq (es)
- Berdier (es)
- Bordenave (es)
- Boulogne Sur Mer, nom donné après la mort de San Martín à Boulogne-sur-Mer en France
- Cadret (es)
- Carlos Beguerie (es)
- Daireaux
- D'Orbigny (es)
- Dudignac (es)
- Dufaur
- Gardey (es)
- Grand Bourg (es)
- Gregorio de Laferrère
- Ingeniero Adolfo Sourdeaux (es)
- Juan Cousté (es)
- Laboulaye
- Lanús
- Laplacette (es)
- Lartigau (es)
- Longchamps
- Louge
- Manuel B. Gonnet (es)
- Pasteur (es)
- Pueblo Gouin (es)
- Ringuelet
- Rondeau
- San Francisco de Bellocq (es)
- Sevigné (es)
- Solanet (es), Ayacucho
- Sourigues (es)
- Udaquiola (es), Ayacucho
- Villa Alfredo Fortabat
- Villa Bordeu (es)
- Villa Durcudoy (Diecisiete de Agosto)
- Villa Fournier (es)
- Villa Francia (es)
- Villa Saboya (es)
- Villa Sauze (es)

### Province de Córdoba
- Buchardo (es) (Bouchard)
- Charbonnier (es)
- Colonia Vignaud (es)
- Dumesnil (es)
- Laborde (es)
- Laboulaye
- La Francia (es) (La France)

### Province de Corrientes
- Bonpland

### Province d'Entre Ríos
- Colonia Merou
- Larroque
- Pueblo Bellocq
- Pueblo Cazes

### Province de La Pampa
- Bernardo Larroudé
- Eduardo Castex
- Gobernador Duval
- Maisonnave

### Province de Misiones
- Bonpland (es)
- Hipólito Yrigoyen (es)
- Santiago de Liniers (es)

### Province de Santa Cruz
- Julia Dufour
- Tellier

### Province de Santa Fe
- Bigand (es)
- Bouquet (es)
- Chapuy (es)
- Chovet (es)
- Colonia Bigand
- Labordeboy (es)

### Province de Tucumán
- Villa Nougués (es)

## Chiffres
| Immigration française en Argentine entre 1857 et 1897 | Immigration française en Argentine entre 1857 et 1897 | Immigration française en Argentine entre 1857 et 1897 | Immigration française en Argentine entre 1857 et 1897 | Immigration française en Argentine entre 1857 et 1897 |
| Année                                                 | Immigrants français                                   | Immigrants total                                      | % d'immigrants français                               |                                                       |
| ----------------------------------------------------- | ----------------------------------------------------- | ----------------------------------------------------- | ----------------------------------------------------- | ----------------------------------------------------- |
| 1857                                                  | 276                                                   | 4 951                                                 | 5,6 %                                                 |                                                       |
| 1858                                                  | 193                                                   | 4 658                                                 | 4,1 %                                                 |                                                       |
| 1859                                                  | 251                                                   | 4 735                                                 | 5,3 %                                                 |                                                       |
| 1860                                                  | 385                                                   | 5 656                                                 | 6,8 %                                                 |                                                       |
| 1861                                                  | 148                                                   | 6 301                                                 | 2,3 %                                                 |                                                       |
| 1862                                                  | 203                                                   | 6 716                                                 | 3 %                                                   |                                                       |
| 1863                                                  | 397                                                   | 10 408                                                | 3,8 %                                                 |                                                       |
| 1864                                                  | 426                                                   | 11 682                                                | 3,6 %                                                 |                                                       |
| 1865                                                  | 513                                                   | 11 797                                                | 4,3 %                                                 |                                                       |
| 1866                                                  | 609                                                   | 13 696                                                | 4,4 %                                                 |                                                       |
| 1867                                                  | 991                                                   | 13 225                                                | 7,5 %                                                 |                                                       |
| 1868                                                  | 1 223                                                 | 25 919                                                | 4,7 %                                                 |                                                       |
| 1869                                                  | 1 465                                                 | 28 958                                                | 5 %                                                   |                                                       |
| 1870                                                  | 2 396                                                 | 30 898                                                | 7,7 %                                                 |                                                       |
| 1871                                                  | 1 988                                                 | 14 621                                                | 13,6 %                                                |                                                       |
| 1872                                                  | 4 602                                                 | 26 208                                                | 17,6 %                                                |                                                       |
| 1873                                                  | 7 431                                                 | 48 382                                                | 15,4 %                                                |                                                       |
| 1874                                                  | 5 654                                                 | 40 674                                                | 13,9 %                                                |                                                       |
| 1875                                                  | 2 633                                                 | 18 532                                                | 14,2 %                                                |                                                       |
| 1876                                                  | 2 064                                                 | 14 532                                                | 14,2 %                                                |                                                       |
| 1877                                                  | 1 996                                                 | 14 675                                                | 13,6 %                                                |                                                       |
| 1878                                                  | 2 025                                                 | 23 624                                                | 8,6 %                                                 |                                                       |
| 1879                                                  | 2 149                                                 | 32 717                                                | 6,6 %                                                 |                                                       |
| 1880                                                  | 2 175                                                 | 26 643                                                | 8,2 %                                                 |                                                       |
| 1881                                                  | 3 612                                                 | 31 431                                                | 11,5 %                                                |                                                       |
| 1882                                                  | 3 382                                                 | 41 041                                                | 8,3 %                                                 |                                                       |
| 1883                                                  | 4 286                                                 | 52 472                                                | 8,2 %                                                 |                                                       |
| 1884                                                  | 4 731                                                 | 49 623                                                | 9,5 %                                                 |                                                       |
| 1885                                                  | 4 752                                                 | 80 618                                                | 5,9 %                                                 |                                                       |
| 1886                                                  | 4 662                                                 | 65 655                                                | 7,1 %                                                 |                                                       |
| 1887                                                  | 7 036                                                 | 98 898                                                | 7,1 %                                                 |                                                       |
| 1888                                                  | 17 105                                                | 130 271                                               | 13,1 %                                                |                                                       |
| 1889                                                  | 27 173                                                | 218 744                                               | 12,4 %                                                |                                                       |
| 1890                                                  | 17 104                                                | 77 815                                                | 22 %                                                  |                                                       |
| 1891                                                  | 2 915                                                 | 28 266                                                | 10,3 %                                                |                                                       |
| 1892                                                  | 2 115                                                 | 39 973                                                | 5,3 %                                                 |                                                       |
| 1893                                                  | 2 612                                                 | 52 067                                                | 5 %                                                   |                                                       |
| 1894                                                  | 7 107                                                 | 54 720                                                | 13 %                                                  |                                                       |
| 1895                                                  | 2 448                                                 | 61 226                                                | 4 %                                                   |                                                       |
| 1896                                                  | 3 486                                                 | 102 673                                               | 3,4 %                                                 |                                                       |
| 1897                                                  | 2 835                                                 | 72 978                                                | 3,9 %                                                 |                                                       |
| Total                                                 | 154 554                                               | 1 698 654                                             | 9,1 %                                                 |                                                       |

| Immigration française en Argentine entre 1857 et 1909 | Immigration française en Argentine entre 1857 et 1909 | Immigration française en Argentine entre 1857 et 1909 | Immigration française en Argentine entre 1857 et 1909 | Immigration française en Argentine entre 1857 et 1909 |
| Année                                                 | Immigrants français                                   | Immigrants total                                      | % immigrants français                                 |                                                       |
| ----------------------------------------------------- | ----------------------------------------------------- | ----------------------------------------------------- | ----------------------------------------------------- | ----------------------------------------------------- |
| 1857–1870                                             | 2 789                                                 | 178 883                                               | 1,6 %                                                 |                                                       |
| 1871–1890                                             | 126 560                                               | 1 107 201                                             | 11,4 %                                                |                                                       |
| 1891–1909                                             | 56 400                                                | 2 086 339                                             | 2,7 %                                                 |                                                       |
| Total                                                 | 185 749                                               | 3 372 423                                             | 5,5 %                                                 |                                                       |

| 226 894 | 120 258 | 106 623 |

| 1915–1920 | 9 800  |
| 1921–1930 | 13 000 |
| 1931–1935 | 5 200  |
| 1936–1939 | 7 800  |
| 1944–1948 | 2 700  |
| 1949–1953 | 3 300  |

| 239 503 | 133 966 | 105 537 |

| 1857–1860 | 578     |
| 1861–1870 | 4 292   |
| 1871–1880 | 10 706  |
| 1881–1890 | 69 363  |
| 1891–1900 | 11 395  |
| 1901–1910 | 11 862  |
| 1911–1920 | −1 352  |
| 1921–1930 | 739     |
| 1931–1940 | 626     |
| 1941–1950 | 5 538   |
| 1951–1960 | 934     |
| 1961–1970 | 1 266   |
| 1971–1976 | 85      |
| Total     | 116 032 |

| 2006 | 14 811 |
| 2007 | 14 283 |
| 2008 | 15 225 |
| 2009 | 14 857 |
| 2010 | 14 234 |
| 2011 | 14 390 |
| 2012 | 14 444 |
| 2013 | 14 577 |
| 2014 | 14 548 |